# Lee Joon-hwan
Lee Joon-hwan (Gumi, 19 giugno 2002) è un judoka sudcoreano.

## Carriera
Vince la sua prima medaglia internazionale nel 2021 ai XXXI Giochi mondiali universitari estivi di Chengdu con il bronzo a squadre.
Tra il 2022 ed il 2023 vince tre ori nelle tappe del Judo Grand Slam di Tibilisi, Ulan Bator e Tokyo.
Sempre nel 2023 vince l'argento ai Giochi asiatici di Hangzhou, ma soprattutto il bronzo ai Mondiali di Doha perdendo in semifinale contro il georgiano Tato Grigalashvili e battendo il canadese François Gauthier-Drapeau nella finale per il terzo posto.
L'anno successivo in aprile coglie la prima medaglia d'oro ai Campionati asiatici di Hong Kong ed in maggio bissa il bronzo mondiale dell'anno prima, uscendo ancora in semifinale per mano di Grigalashvili.
Lo stesso risultato si ripete ad agosto ai Giochi olimpici di Parigi 2024 dove il georgiano si conferma la sua bestia nera battendolo subito prima della finale, nei ripescaggi Lee avrà la meglio del numero uno del mondo belga Matthias Casse vincendo il bronzo.
Partecipa poi nella gara a squadre miste cogliendo un altro terzo posto.

## Palmarès
- Giochi olimpici

Parigi 2024: bronzo negli - 81 kg, bronzo nella gara a squadre miste.
- Mondiali

Doha 2023: bronzo nei -81 kg.
Abu Dhabi 2024: argento nella gara a squadre, bronzo nei -81 kg.
Budapest 2025: bronzo nei -81 kg.
- Giochi asiatici

Hangzhou 2023: argento nei -81 kg.
- Campionati asiatici

Hong Kong 2024: oro nei -81 kg.
- Universiadi

Chengdu 2021: bronzo nella gara a squadre.